# 岡内欣也
岡内 欣也（おかうち きんや、1951年9月10日 - 2013年12月24日）は、日本の実業家。元三菱UFJ信託銀行株式会社代表取締役社長。

## 人物・経歴
香川県高松市出身。1974年東京大学法学部卒業、三菱信託銀行入行。国際業務部長、執行役員ロンドン支店長、常務取締役、専務などを経て、2008年から代表取締役社長を務め、アバディーン・アセット・マネジメントとの資本提携や、リーマン・ショック後の効率化による対応を行うなどした。2013年病没。享年62。